# دلوان (عمران)
دلوان هي إحدى قرى الجمهورية اليمنية. تتبع جغرافيا لمحافظة عمران وإداريًا لمديرية خمر عزلة الظاهر. يبلغ تعداد سكانها 980 نسمة حسب الإحصاء الذي أجري عام 2004.